# Galina Gorochova
Galina Evgen'evna Gorochova (in russo Галина Евгеньевна Горохова?; Mosca, 31 agosto 1938) è un'ex schermitrice sovietica, dal 1992 russa, vincitrice di tre medaglie d'oro, una d'argento ed una di bronzo nella scherma ai giochi olimpici.